# Morden (Manitoba)
Pour les articles homonymes, voir Morden.
Morden est une ville du Manitoba, au Canada située à l'extrême-sud, près de la frontière canado-américaine.
La ville est un centre agricole et possède une station de recherche fédérale en horticulture, la station de recherche Morden (en),. On y retrouve de nombreux fossiles d'animaux préhistoriques ainsi que le centre canadien de découverte de fossiles (en).

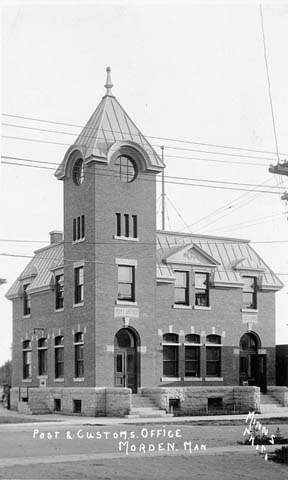
Bureau de poste vers 1914

Morden est entièrement enclavée dans la municipalité rurale de Stanley.

## Personnalités
- Henry Friesen (en), endocrinologiste
- John MacAulay (en), avocat, homme d'affaires et bénévole
- Loreena McKennitt, auteure-compositrice-interprète
- A. E. van Vogt, écrivain de science-fiction

## Démographie
| 2001  | 2006  | 2011  | 2016  |
| ----- | ----- | ----- | ----- |
| 6 159 | 6 571 | 7 812 | 8 668 |